# Le Voleur d'enfants (roman)
Pour les articles homonymes, voir Le Voleur d'enfants.
Le Voleur d'enfants est un roman de l'écrivain franco-uruguayen Jules Supervielle publié en 1926 aux éditions Gallimard. Le récit se divise en deux parties et raconte l'histoire du colonel Philémon Bigua, qui enlève des enfants pour les élever dans sa grande maison.

## Résumé

### Première partie
Antoine Charnelet, un enfant de sept ans, se promène dans la rue avec sa bonne. Soudain, quelque chose, ou quelqu'un, les sépare, et Antoine se retrouve perdu dans la foule. Il est approché par le colonel Philémon Bigua, qui lui propose de monter dans sa voiture pour se rendre chez lui. Antoine n'oppose aucune résistance, comme envoûté par Philémon. En arrivant chez Philémon, Antoine est accueilli par plusieurs enfants euphoriques, tous enlevés par Philémon Bigua. La maison du Colonel est animée par l'ambiance d'Amérique du Sud, terre d'origine de Philémon, et par la présence de sa femme Desposoria.
Hélène, la mère d'Antoine s'inquiète de la disparition de son fils et lance la police sur l'enquête. Elle fait immédiatement le lien avec un évènement qui la troublait : chaque semaine, depuis un mois, Antoine recevait à la maison un colis anonyme rempli de jeux pour enfants.
Philémon envoie un pneu à Hélène pour l'informer que son fils est en vie et qu'il accepte de le lui rendre si ce dernier manifeste l'envie de revoir sa mère.
Entretemps, Philémon est approché par un prote qui souffre d'alcoolisme et ne peut plus s'occuper de sa fille, Marcelle. Philémon se voit confier Marcelle et aide le prote en le menant à un sanatorium. Marcelle, d'abord intimidée, finit par s'installer chez Philémon et reçoit un accueil chaleureux.
Quelques semaines plus tard, Philémon, en promenade avec Antoine, tombe sur la mère de celui-ci. Sous le choc, Hélène récupère son enfant et redouble d'attentions une fois de retour chez eux. Un an après la disparition de son fils, Hélène décide d'inviter Philémon et Desposoria à dîner. En les voyant arriver, elle reste stupéfiée et tombe raide morte. Philémon récupère la garde d'Antoine avec le consentement de la famille d'Hélène, qui ne veut pas s'encombrer de cet enfant.

### Deuxième partie
Deux ans se sont écoulés chez le colonel Philémon Bigua. Les enfants ont commencé à grandir, et l'ainé, Joseph, a maintenant dix-sept ans. En pleine nuit, il toque à la porte de Marcelle, sur qui il porte de plus en plus souvent un regard plein de désir. Marcelle hésite à lui ouvrir et, quand elle décide enfin de laisser Joseph entrer dans sa chambre, ce dernier est déjà parti en lâchant « on se retrouvera ». La nuit suivante, Marcelle se protège de l'entrée de Joseph en bloquant sa porte avec un meuble, mais Joseph parvient à forcer la porte et renverse le meuble. Cette nuit-là, pendant que Philémon, Desposoria et le reste de la maison dort, Marcelle est en train de tomber enceinte.
Commençant à se douter que Joseph s'est introduit dans la chambre de Marcelle, Philémon observe soigneusement l'attitude de cet adolescent qui ose défier son autorité. Ses soupçons s'accumulent, et Philémon décide de chasser Joseph de la maison. Au moment de quitter définitivement la maison, Joseph nargue Philémon : « Tu aurais voulu être à ma place ». Philémon est tourmenté et doit se rendre à l'évidence, il aime Marcelle.
Philémon craint de suivre l'exemple de Joseph et de se rendre en pleine nuit chez Marcelle, il répète alors à celle-ci de prendre l'habitude de fermer sa porte à clé et demande à un domestique de dormir avec lui, pour résister à cette tentation.
Le colonel finit par découvrir que Marcelle est enceinte et, furieux, s'enfuit de la maison. Il décide d'aller dîner avec le père de Marcelle, à qui il annonce avec mélancolie que la vie en France est devenue impossible et qu'il souhaite retourner en Amérique du Sud avec tous ses enfants. Il propose au père de Marcelle de le suivre, qui accepte aussitôt.
Sur le bateau qui emmène tous les personnages vers l'Amérique du Sud, Philémon aperçoit de loin un marin qui ressemble à Joseph. Ce marin est bel et bien Joseph, et ses retrouvailles secrètes avec Marcelle sont pleines de bonheur. Philémon découvre la présence de Joseph et suit discrètement les deux amants jusqu'à la soute où ils s'engouffrent pour que Joseph présente Marcelle à l'équipage. Resté en dehors de la soute, Philémon finit par accepter la situation et désire retrouver sa fille, ainsi que son ex-fils. Il tambourine à la porte mais personne ne l'entend à cause du bruit des machines. Philémon renonce et monte sur le pont, où il va se mettre à l'abri des regards. Il plonge dans les eaux de l'Atlantique Sud et, juste avant de se noyer, réalise avec horreur qu'il a gardé sur lui son testament en faveur de ses enfants. Il le jette avec désespoir dans la direction du navire qui est déjà loin.

## Personnages
- Le colonel Philémon Bigua, personnage principal.
- Desposoria, l'épouse de Philémon Bigua. En espagnol, le nom commun « desposoria » signifie « épouse ».
- Antoine Charnelet, jeune garçon de sept ans qui se fait enlever au début du récit.
- Rose, la bonne chargée de veiller sur Antoine.
- Hélène, la mère d'Antoine et la maîtresse de Rose.
- Joseph, enfant adoptif de Philémon Bigua, âgé de dix-sept ans au moment où il est chassé de la maison.
- Marcelle, jeune fille adoptée par Philémon Bigua.
- Herbin, père de Marcelle.
- Fred, enfant adoptif de Philémon.
- Jack, enfant adoptif de Philémon.
- Cinq autres enfants adoptifs, non nommés.

## Analyses et commentaires
Le motif pour lequel Philémon Bigua enlève des enfants semble être la bonté. En effet, il souhaite offrir une famille à son épouse Desposoria, qui est stérile. De plus, il aspire à rendre aussi heureux que possible des enfants qui, avant d'être enlevés, n'avaient pas une vie convenable : Antoine était délaissé par sa mère, Joseph vivait dans une maison particulièrement insalubre. Marcelle, cas à part, a été confiée par son propre père à Philémon, car il pensait ne plus pouvoir s'en occuper correctement à cause de son alcoolisme et de sa pauvreté,. 

## Adaptations
- Le Voleur d'enfants, pièce de théâtre en trois actes et un épilogue écrite par Jules Supervielle d'après son roman. Elle est représentée pour la première fois le 19 octobre 1948 au Théâtre de l'Œuvre[4].
- Le Voleur d'enfants, film franco-italo-espagnol réalisé par Christian de Chalonge, sorti en 1991.